# 中華民國軍事史
中華民國的軍事發展，從建國開始，經歷北洋政府、國民政府、國共內戰、政府遷台後等時期，乃至於今日兩岸隔海分治，皆與當時之政治情勢息息相關。現今中華民國之國防力量依《中華民國憲法》第36條，以及《國防法》第1條的規定，總統統率全國陸海空軍，為三軍統帥，行使統帥權指揮軍隊，直接責成國防部部長，由部長命令參謀總長指揮執行之。其建軍備戰的最高戰略指導原則為「有效嚇阻、防衛固守」。2017年中華民國全球軍力排名第19名；2022年中華民國全球軍力排名第21名；2023年中華民國全球軍力排名第23名；2024年中華民國全球軍力排行第24名。

## 歷史

### 北洋政府时期
中國自清代與帝俄於新疆、蒙古、东北、與英國於西藏就不斷有邊境衝突發生。甲午战争之后，清朝為了彌補戰爭損失著手建立一批新式陸軍，也称北洋军。北洋政府時期，中華民國曾派遣少量軍隊參與第一次世界大戰。1925年7月，護法政府於廣州改組為國民政府，最高軍事領導組織為國民政府軍事委員會。8月18日，國民政府軍事委員會將轄下各地方軍隊名目取消，統一名為「國民革命軍」，簡稱「國軍」。國民革命軍建軍之初，將領和軍官均由中國國民黨在廣州創設的黃埔軍校加以培養訓練。國民革命軍是國民政府進行北伐的主要武裝力量。

### 国民政府时期

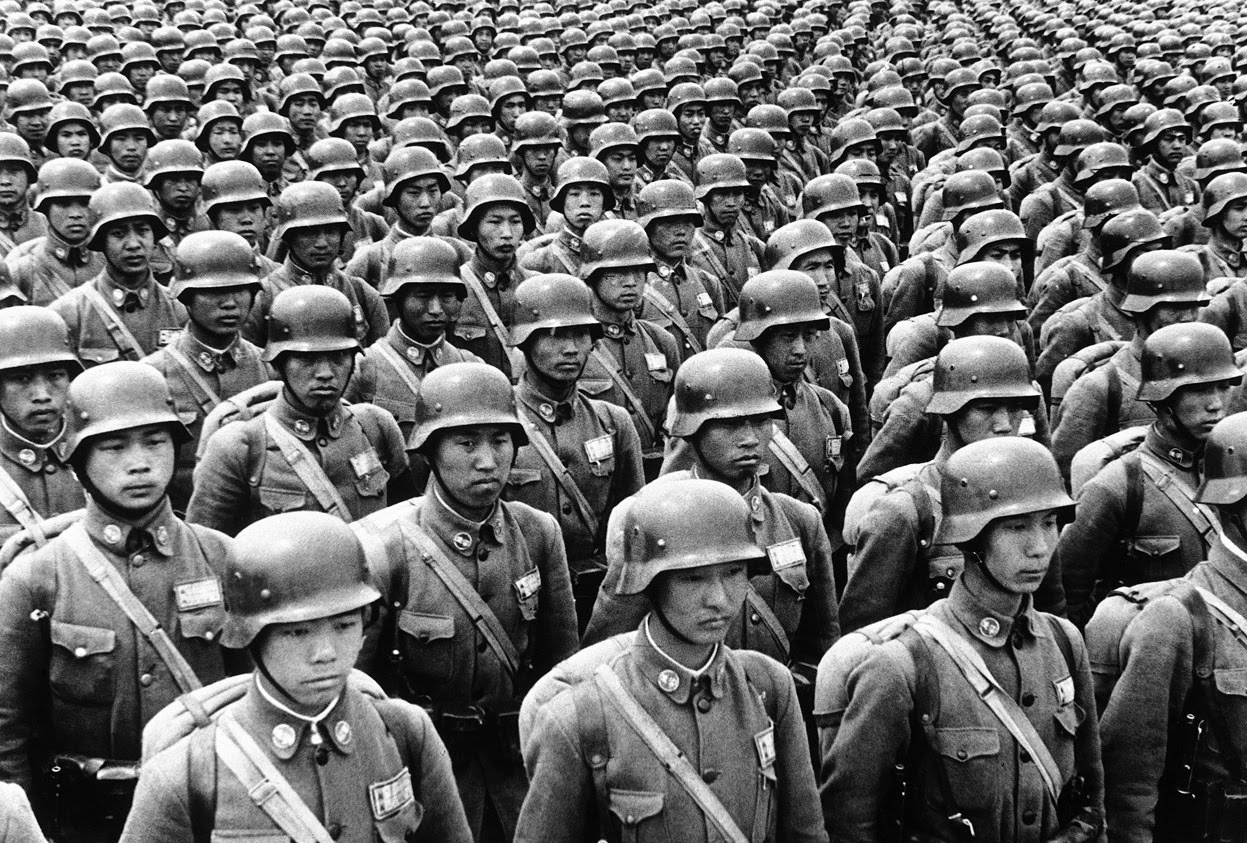
中華民國抗日戰爭時期的國民革命軍

1928年，國民革命軍北伐完成，統一中國，國民政府定於一尊，國民革命軍也被稱為國民政府軍，簡稱「國軍」或「國府軍」，同時效忠黨與國家。1931年日本入侵中国东北，国军中的东北边防军未做大规模抵抗。1937年日军全面入侵中国，国军奋起反抗。第二次世界大戰期間，對於西部邊界與蘇聯、英國等一直存有歧見與衝突，部分問題在中華人民共和國建立後被人民解放軍以武力方式解決。1947年，《中華民國憲法》頒布實施，國民革命軍改名為中華民國國軍，象徵軍隊國家化，不再受中國國民黨把持，成為完全效忠國家的武裝力量。抗日战争后不久，第二次國共內戰即爆发，中華民國國軍在三大战役和渡江战役中失利。

### 政府迁臺後

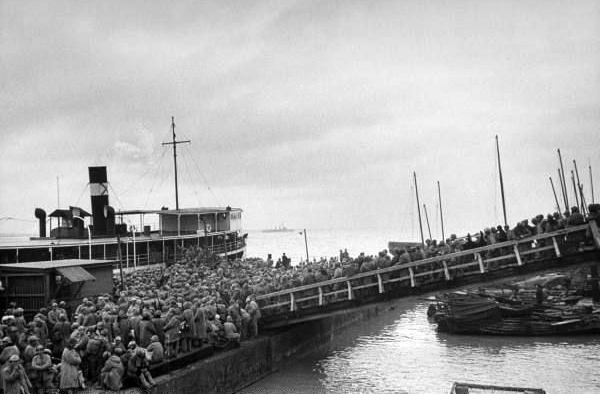
1949年中華民國國軍在吴淞上船撤往臺灣

第二次國共內戰失利後，中華民國國軍除少數進入東南亞的部隊（泰北孤軍和富台部隊），其餘主力部隊護送政府人員和部分黃金、國寶輾轉遷台，後於古寧頭戰役守住陣腳達成台澎金馬與中國大陸的分治。自中華民國遷台以後，絕大多數的軍事行動集中在與中華人民共和國的中國人民解放軍的衝突當中，這些衝突包含海陸空的武裝衝突與對峙。中華民國基於敏感性以及裝備與作戰的需求，參與軍事行動时，大多數派遣半民間的性質人員低調前往，例如於1973年南北越簽訂《巴黎和平協定》後支援越南共和國的「中華民國駐越軍事顧問團」，以及於1979年至1990年間協防阿拉伯葉門共和國的「大漠任務」。
作為美國西太平洋圍堵策略的前線國家，美軍駐防期間曾有不少機密性的軍事行動，且多數以美國指導、提供裝備、中華民國提供人力及基地的方式進行，主要的形式多半是透過中央情報局設立的西方公司，指導空軍任務，著名的任務包括黑蝙蝠中隊RB-57、黑貓中隊U-2對中國大陸的偵照行動、C-130對中共羅布泊試爆核子武器偵照的奇龍計畫等行動。美軍亦有透過「中美共同防禦條約」與中華民國保持軍事交流、駐軍以及提供武器，甚至曾有駐紮戰術核武部隊。曾提供訓練課程或場所給其他國家的軍人或部隊，例如早期有諸多新加坡、中南美洲與中東地區國家的軍人曾經在中華民國受過不同的訓練，如政治作戰學校的遠朋班就充滿許多傳聞。目前公開且持續進行的正式軍事訓練只有與新加坡的星光計畫。而新加坡之國防組織、據信當初台灣亦不少將領以退役方式前往該國協助建軍。武器軍援部分除被迫轉贈美製武器予其他國家外，以輕兵器與中南美洲、中東國家私下交流較為人知曉。亦有與以色列、美國進行武器科技交流之傳聞。最駭人之傳聞為偕同以色列、南非於印度洋試爆核子武器。較大規模之國際軍事行動主力皆為海軍。
早期由於中共支援印尼共產黨之關係，曾有介入印尼排華與內戰之計畫，一定程度影響了當地排華的情緒。近期則是所羅門群島內戰期間，曾以艦隊遠航之名前往撤僑。周邊國家衝突亦曾有派遣軍隊參與，除與中共的軍事對抗外、韓戰、越戰與日本的釣魚台問題、菲律賓的巴士海峽漁業問題、南沙問題等，均曾扮演輕重不同的角色。其中越戰對於中華民國的軟硬體、軍政經均產生巨大的影響，最醒目的標誌就是清泉崗基地的建設。國共內戰亦曾衍生不少與周邊國家衝突的問題，例如撤入緬甸北部的異域孤軍、撤入越南富國島之國軍等。

## 軍種與兵科

### 陸軍

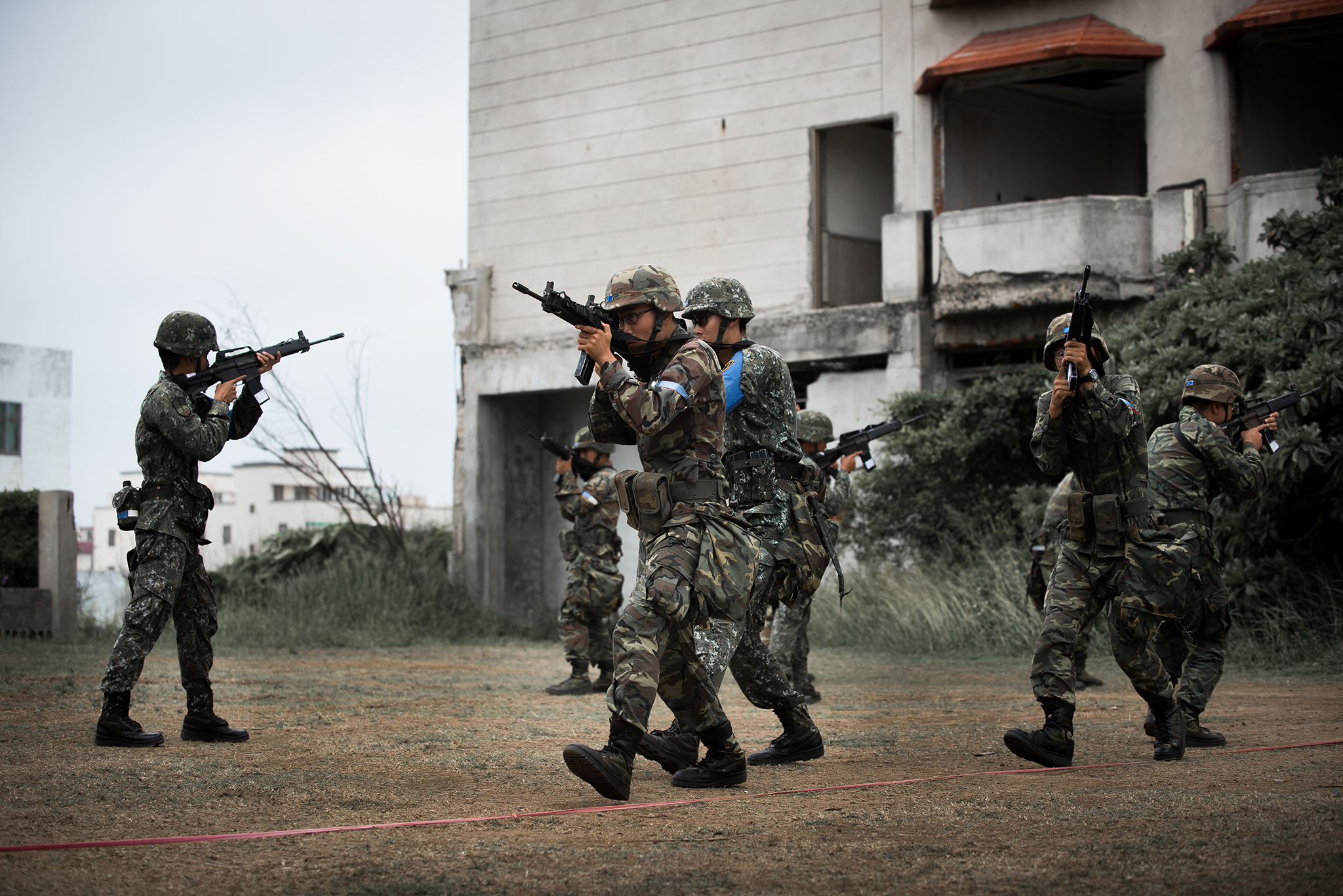
21世紀時期的中華民國陸軍

陸軍部隊為捍衛國家領土及主權之完整，平時以戍守中華民國自由地區要點，從事基本戰力與應變作戰能力訓練為主，及依狀況協力維護重要基地廠、庫設施安全，適切支援地區重大災害防救工作；戰時聯合海、空軍，遂行聯合作戰，擊滅進犯敵軍。
陸軍兵科可以區分戰鬥、戰鬥支援與勤務支援三個兵科：
- 戰鬥兵科：步兵、裝甲兵、航空兵
- 戰鬥支援兵科：政戰、砲兵、工兵、通信、化學、運輸、憲兵
- 勤務支援官科：兵工、軍醫、經理、財務、軍法、行政、測量

現行陸軍部隊可區分戰鬥部隊、戰鬥支援部隊、勤務支援部隊
戰鬥部隊
裝甲部隊、機步部隊、特戰部隊、航空部隊
戰鬥支援部隊
砲兵(含防砲、飛彈)部隊、工兵部隊、通資部隊、化兵部隊、憲兵部隊
勤務支援部隊
保修聯保廠

### 海軍

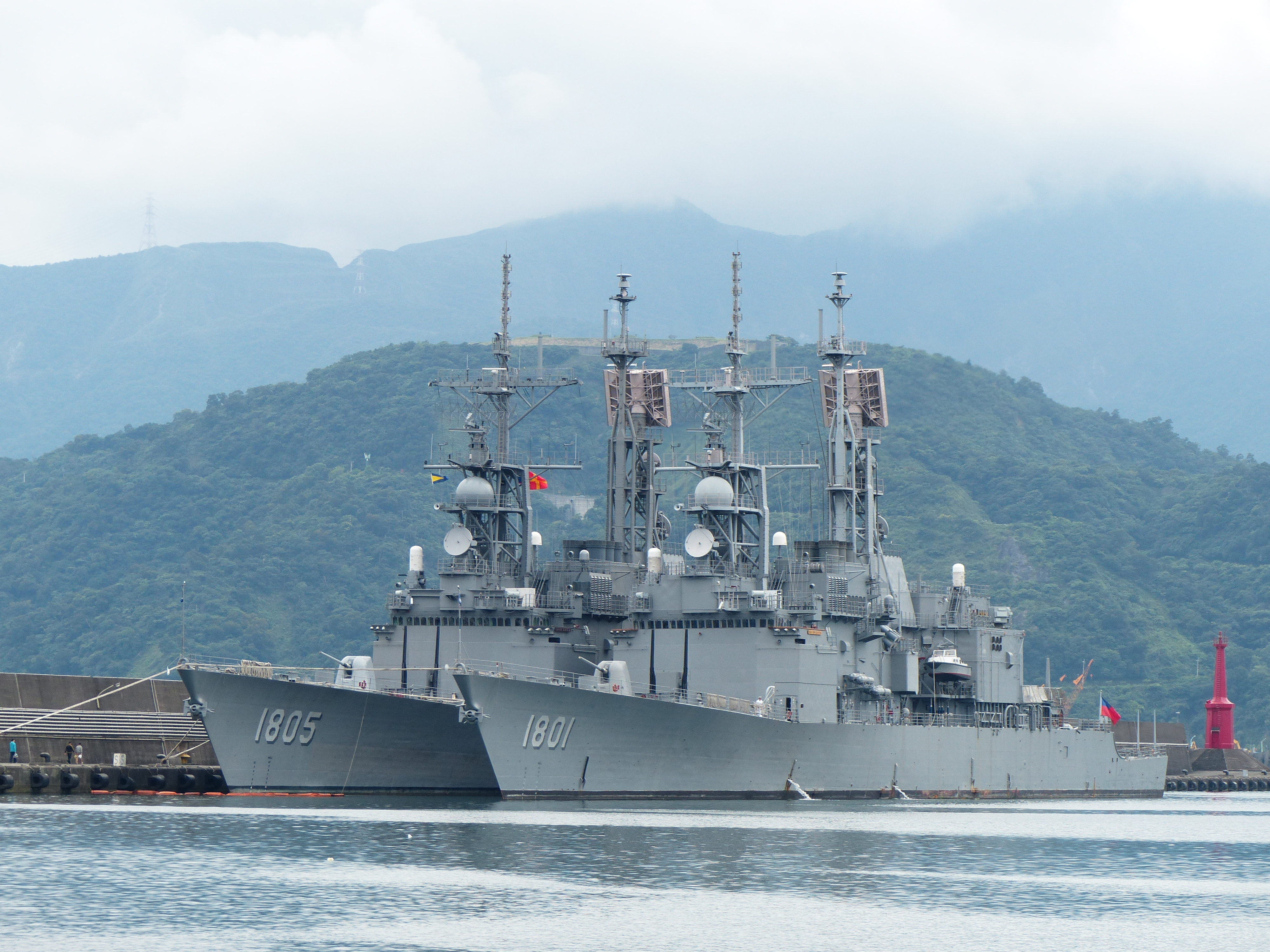
中華民國海軍紀德級驅逐艦停泊於宜蘭蘇澳港

海軍平時執行海上偵巡、外島運補與護航等任務；戰時反制敵人海上封鎖與水面截擊，聯合陸、空軍遂行聯合作戰。陸戰隊平時執行海軍基地防衛、戍守指定外島；戰時依令遂行作戰。
- 戰鬥軍官兵科：海軍不分科、陸戰隊
- 戰鬥支援軍官兵科：航空、政戰
- 技術勤務軍官兵科：補給、軍醫、工程、電信、測量、行政、軍法、主計、
- 士官長兵科：補給、軍醫、工程、電信、測量、行政、軍法、主計、航空、政戰、陸戰隊
- 海軍艦艇士官兵科：
  - 兵器兵科：魚雷、水雷、飛彈、砲械、聲納、水中機械、射控
  - 輪機兵科：機械、油(汽)機、損管、鍋爐、油水管理、電機、建築
  - 通信兵科：電子、譯電、電信、有線電信、信號、雷達
  - 航海兵科：航海、帆纜、氣象、測量
  - 其他兵科：政戰、航空、醫務
  - 行政兵科：照相、行政、駕駛、軍樂、印刷
  - 補給兵科：補給、食勤、事務
- 陸戰隊

#### 海軍陸戰隊

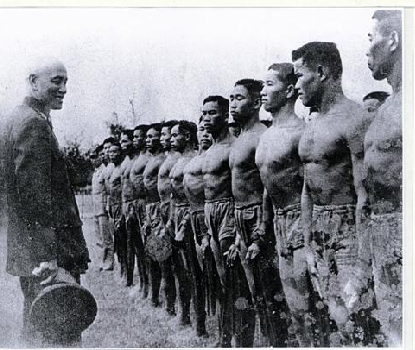
總統蔣中正視察中華民國海軍陸戰隊幹部

海軍陸戰隊是中華民國國軍的兩棲武裝部隊，負責兩棲作戰、反登陸作戰、奪島作戰、臺灣本島及外島、離島守備、軍事設施防衛等任務，並有海軍陸戰隊學校培養陸戰隊幹部，海軍陸戰隊軍官幹部的來源主要為陸軍官校，以及少數來自於海軍官校和義務役預官，在戰爭時也有快速反應及戰力保存的功能，目前員額約1萬人。轄下編制有中華民國海軍陸戰隊特勤隊專職南臺灣反劫船、反恐等任務，隊內成員多來自海軍陸戰隊志願役官、士、兵。

### 空軍

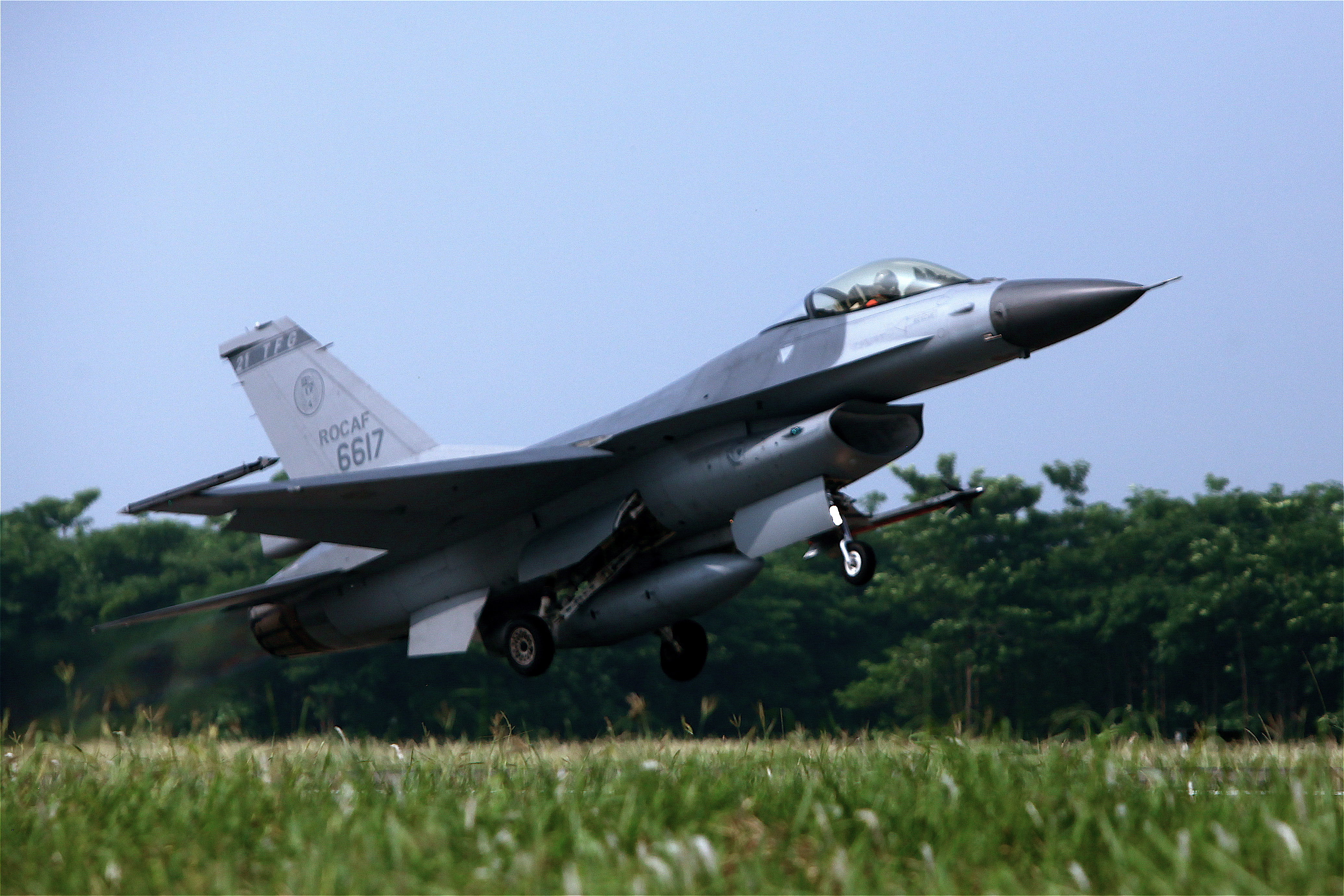
2011年嘉義基地的空軍第四戰術戰鬥機聯隊F-16 Block 20戰鬥機起飛

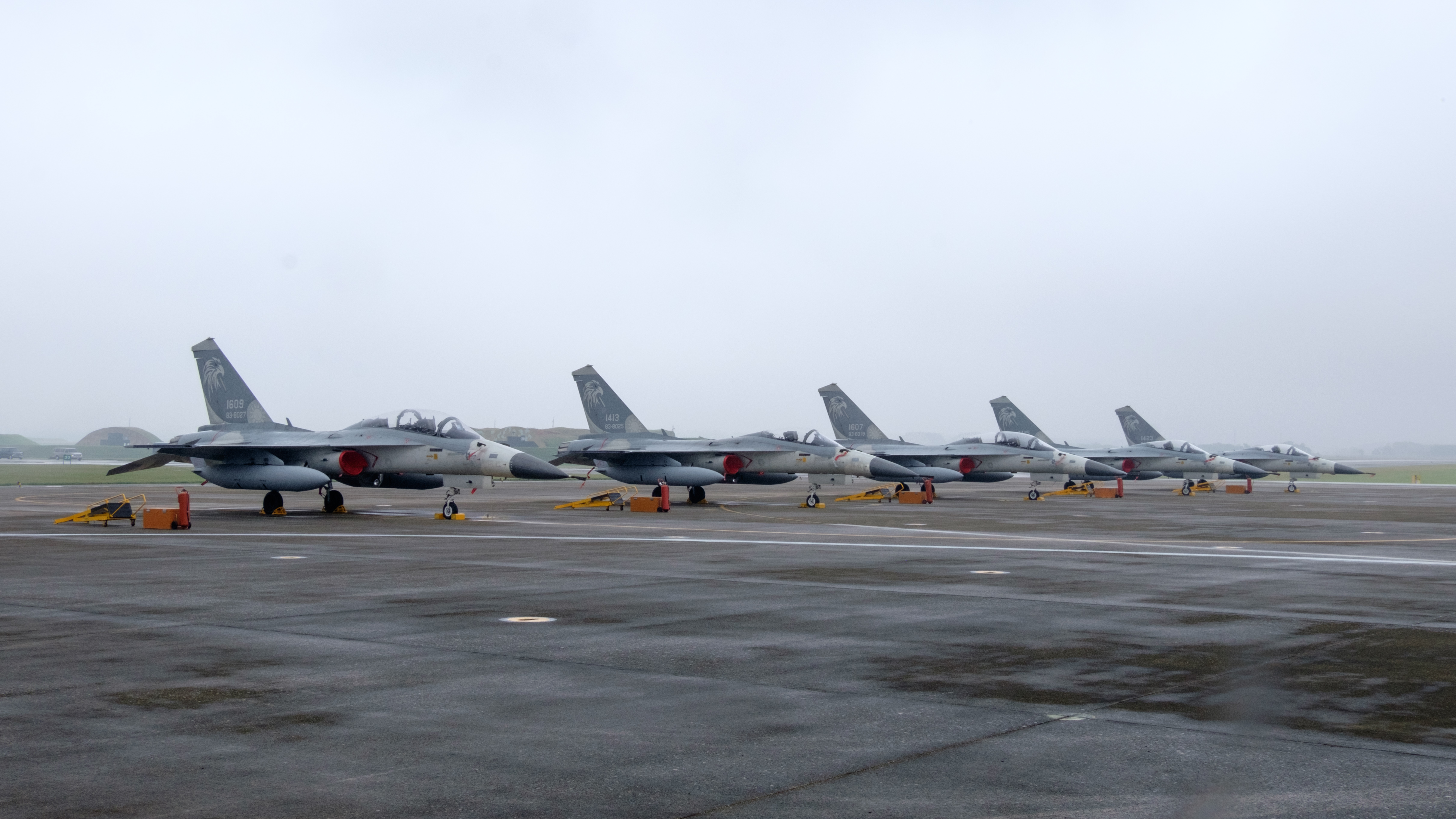
於清泉崗基地開放日的F-CK-1經國號戰鬥機

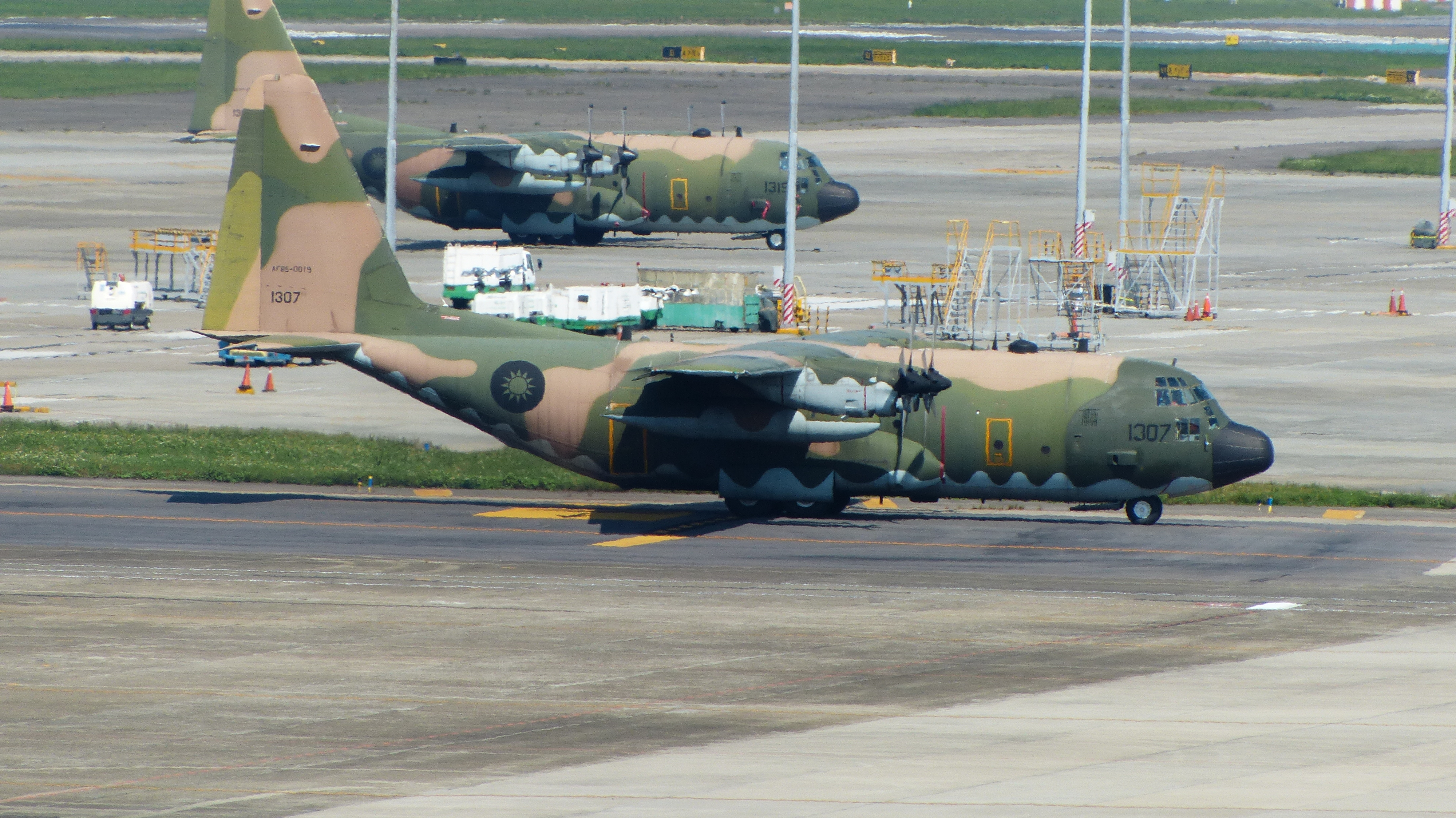
於松山基地的C-130H力士運輸機

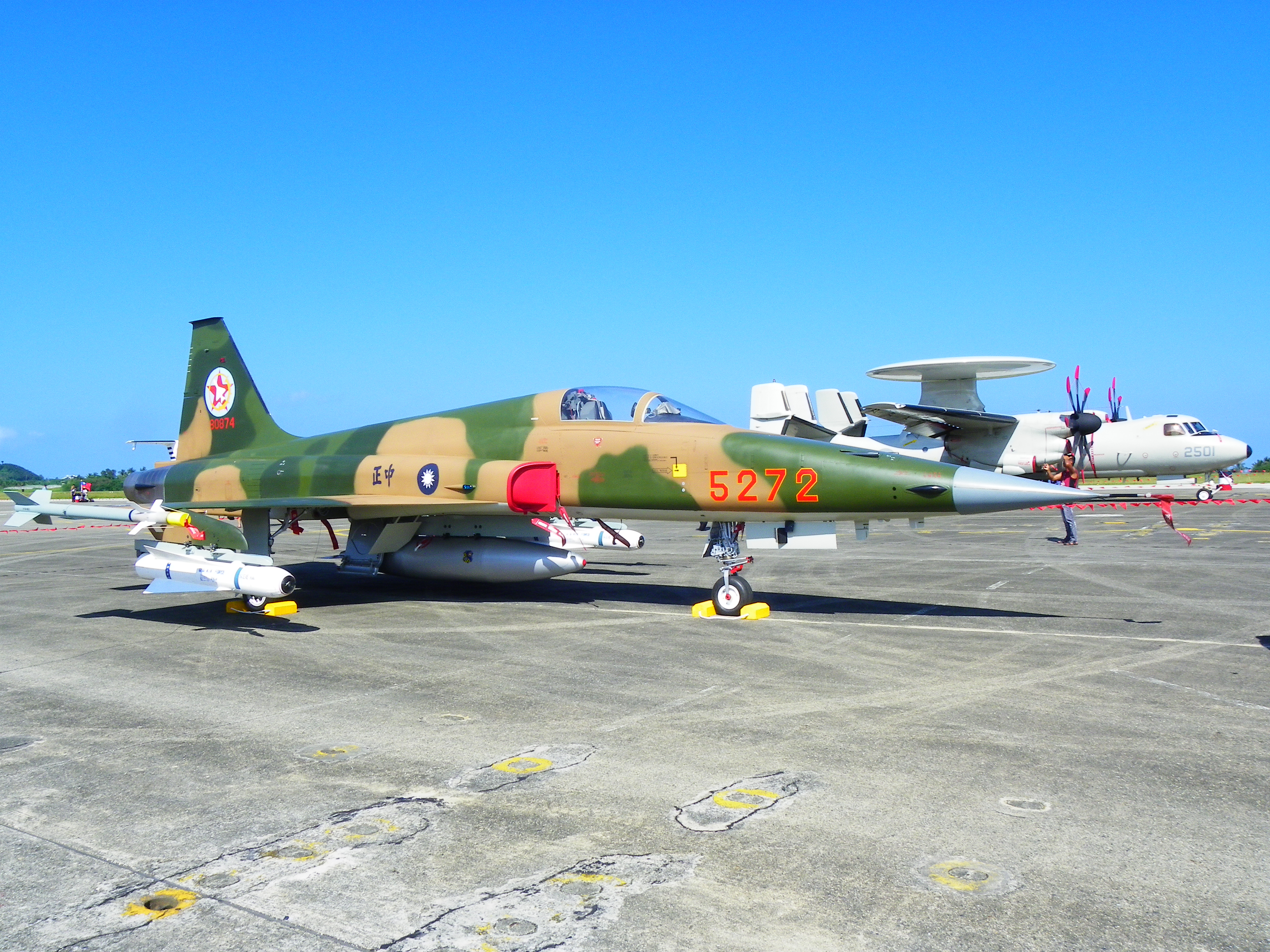
於志航基地開放日，掛載AGM-65小牛飛彈及AIM-9P響尾蛇飛彈的F-5E/F虎Ⅱ式戰鬥機

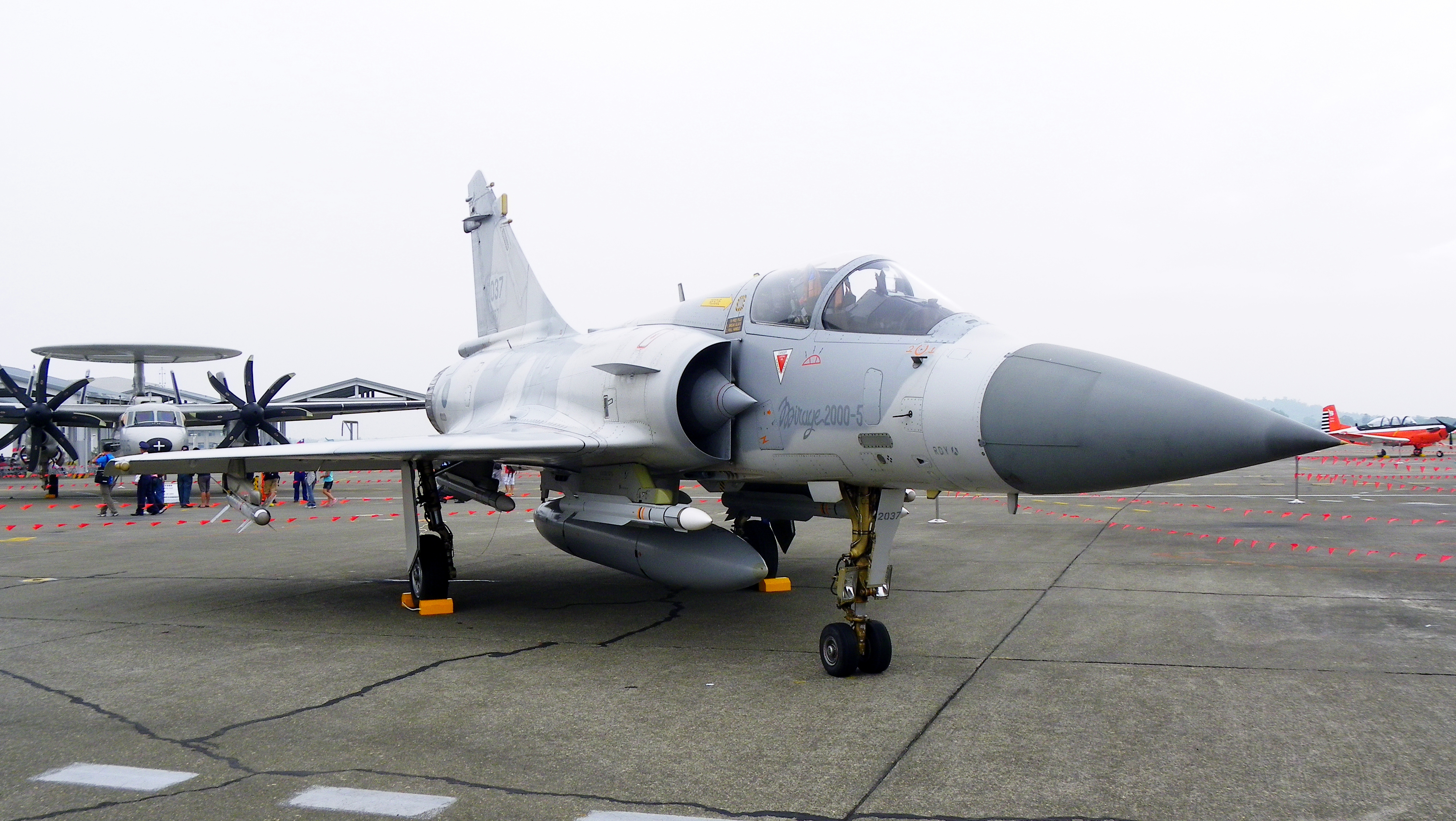
於新竹空軍基地的幻象2000-5Di戰鬥機

空軍在平時警戒監視台灣週邊的空中區域，對進入領空內的飛行進行辨識與引導的工作，必要的時候採取對驅離的措施。另有防空部及其下轄之防空飛彈營、連負責台海一線之防空警備及防砲營負責空軍機場的防空任務。空軍以外購的天兵系統搭配麻雀飛彈、三五快砲等為主力。防空部隊則以愛國者飛彈和天弓飛彈爲主。台灣的防空飛彈密度位居世界第二，可以有效攔阻假想敵的飛彈攻擊。空軍沒有兵科分別，只有專長區分。
- 軍官專長：飛行、領航、步兵、砲兵、政戰、飛彈
- 士官專長：飛行、領航、步兵、砲兵、政戰、飛彈

### 憲兵

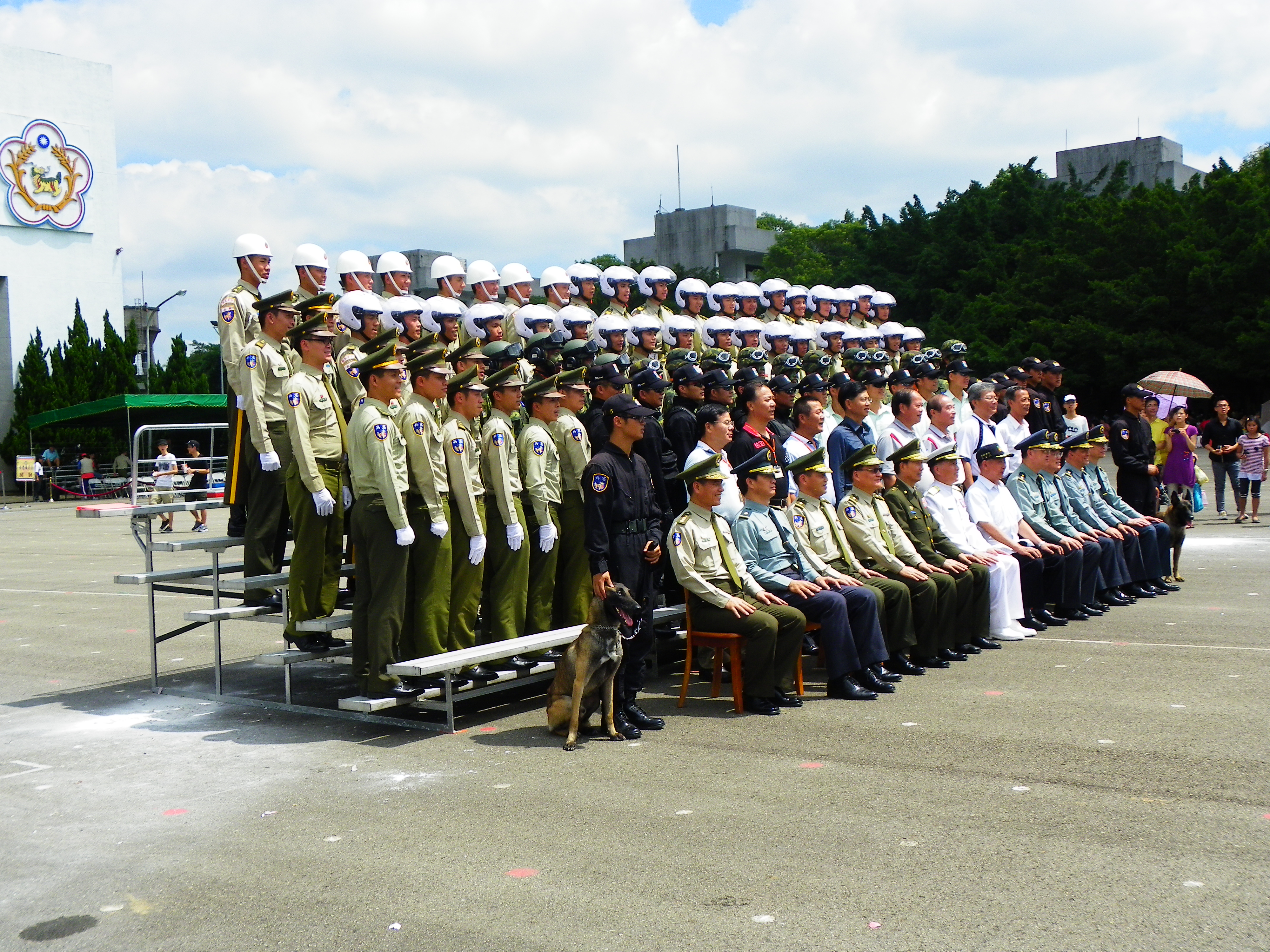
中華民國憲兵學校學生與時任國防部軍備副部長高廣圻上將合影留念

憲兵是陸軍所屬一個戰鬥支援兵科，又依任務編配海、空軍，兼軍、司法警察身份，平時執行軍法，維持軍隊紀律，維護正、副元首安全，衛戍首都、重要政府機關、機場及軍事基地，執行反恐任務。平時接受檢察機關調度指揮，或適時支援警察維護治安。跟其他國家憲兵不同的是，中華民國憲兵指揮部是國防部所轄直屬獨立機關，其地位類似於古代之禁衛軍。依國防部精粹案，憲兵司令部改編為憲兵指揮部。2024年總員額約為11000人。

### 其他兵科
有些兵科橫跨各軍種，例如政戰，陸軍裡有政戰，海軍裡也有政戰，因此此處將這些兵科一併列出。
- 政戰
- 財務
- 行政
- 軍法
- 軍醫

## 國防組織體系
- 總統 － 最高軍事統帥。
  - 國家安全會議 － 統籌與決策國家安全與國家防衛相關之施政方針與概要。附設國家安全局。
  - 行政院 － 制定發表國防政策，並整合各部會，架構全民防衛體系。
    - 國防部 － 主管全國國防事務，並統籌各國防單位。
      - 參謀本部 - 軍事幕僚與聯合作戰指揮機構。
      - 國軍 － 作戰執行機構，包含以下三軍種：

      1. 陸軍
      2. 海軍（含海軍陸戰隊）
      3. 空軍
      4. 憲兵(軍種屬於陸軍，但獨立於陸軍之外的兵科部隊，因有作戰、警衛、偵查任務)

      - 其他治安組織／準軍事部隊國防部可依戰時之需要，提請行政院許可將以下組織納入作戰序列（國防法第4條）[12]。
        - 內政部警政署保安警察總隊
        - 內政部消防署
        - 財政部關務署各地區關稅局緝私艦艇
        - 海洋委員會海巡署

    - 中華民國國防研究機構
      1. 國家中山科學研究院
      2. 國防安全研究院

## 軍事戰略
目前以「防衛固守、有效嚇阻」為軍事戰略，秉持「止戰而不懼戰、備戰而不求戰」理念，絕不輕啟戰端，惟當戰爭不可避免時，將統合三軍聯合戰力，結合全民總體防衛力量，遂行國土防衛，確保國家安全。

## 國防政策
參見民國100年國防報告書，具體國防政策如下。
1. 建立精銳國軍：持續推動國防轉型，發展資訊與電子戰、飛彈防禦體系、聯合制空、聯合制海、聯合地面防衛及不對稱等戰力，並檢討合理之兵力規模與兵力結構，以守勢戰略為指導，建立「嚇不了、咬不住、吞不下、打不碎」的整體防衛軍力，達成「預防戰爭」之目標，確保國家安全。
2. 精進國防組織調整，強化整體防衛實力：配合政府組織改造期程及後續兵力結構調整。將國防資源集中運用在能遂行「不讓敵人登陸立足」之主戰部隊原則指導下，優先精簡高司組織，以建構一支「小而精、小而強、小而巧」的國防力量。
3. 推動募兵制度：「嚴考核、嚴淘汰」，推動募兵制度、精進軍事教育、培育國防文官與軍文合作等面向的變革。
4. 重塑精神戰力：以「堅定國家認同，貫徹軍隊國家化，塑造精實軍風，整飭部隊風紀，推動行政革新，培養軍人氣節，建立官兵榮譽」為政策目標，戮力傳承優良軍風，形塑楷模典範。同時訂定目標管理執行作法，精進軍紀安全評核及風險管理工作，貫徹督導查察，擴大申訴諮詢服務，發揮預警防範功能，降低危安因素，以確保部隊純淨與戰力提升。朝「深耕基礎教育」、「精進部隊教育」、「強化生活教育」、「推展人文教育」、「落實德行考核」及「陶冶幹部素養」等面向，持續深化教育，期收潛移默化之效，以砥礪武德修為，捍衛國軍榮譽。
5. 完善軍備機制。
6. 加強友盟合作：建立與周邊及友邦國家良好關係和友我力量，達成「廣植人脈、鞏固邦誼」、「提升國際能見度」，以及「維護臺海與亞太地區和平與穩定」的最終目標，共同預防區域衝突，降低戰爭發生機率。務實國際多邊合作，鞏固區域友盟互信。
7. 強化災害防救：策進災害防範救援能力，健全防災機制。運用軍民災害防救資源，提升救災效能。
8. 優化官兵照顧：落實權益維護，加強官兵服務。鼓勵終身學習，協助生涯規劃。

## 當前戰略形勢

### 台海戰役及軍事危機

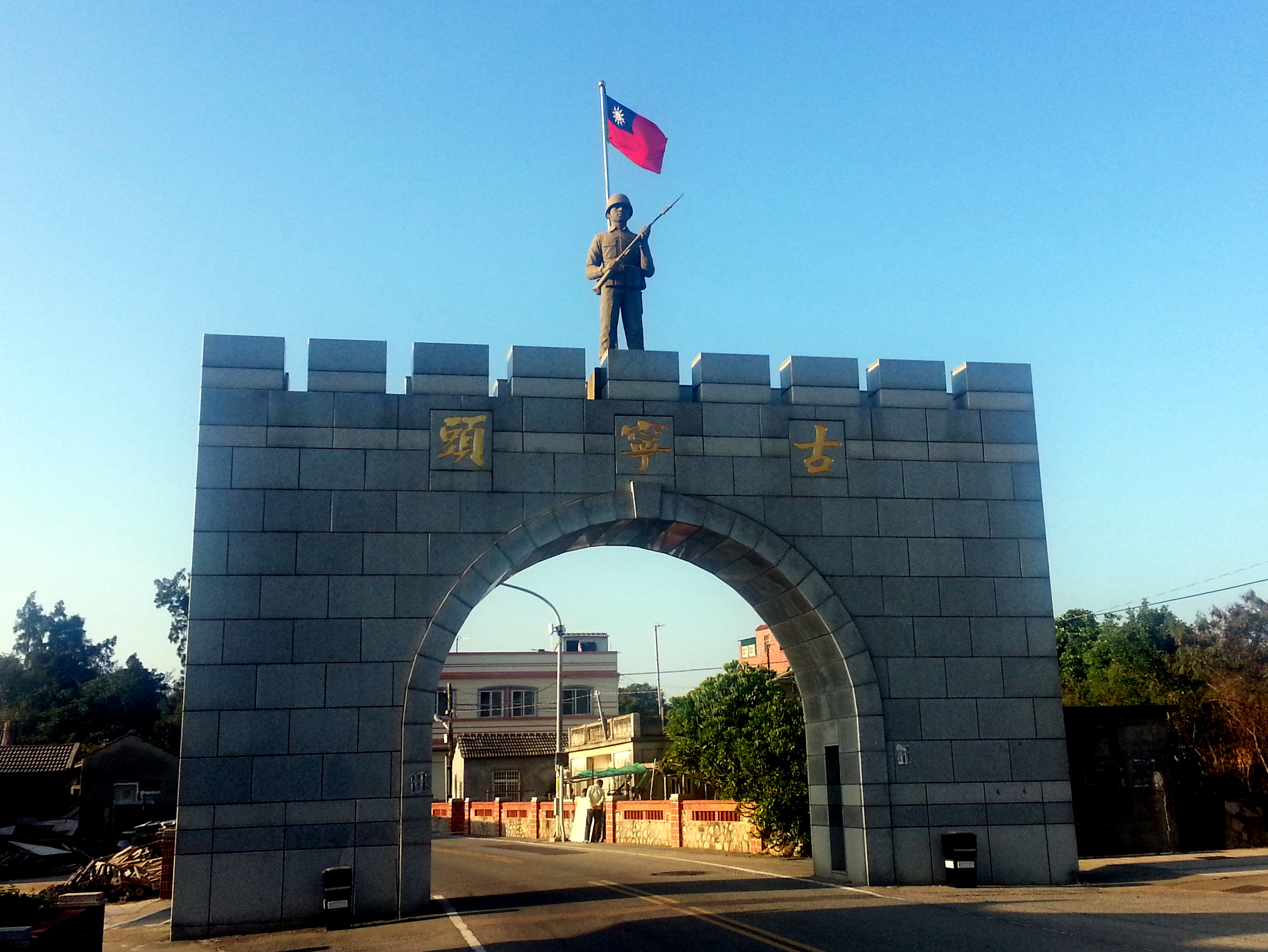
金門古寧頭戰史館

- 古寧頭戰役：1949年10月25日－1949年10月28日
- 登步島戰役：1949年11月3日－1949年11月5日
- 海南島战役：1950年5月1日
- 萬山群島海戰：1950年5月25日－1950年6月27日
- 第一次大膽島戰役：1950年7月26日－1950年7月27日
- 南日島戰役：1952年10月11日－1952年10月15日
- 東山島戰役：1953年7月15日
- 第一次台灣海峽危機：1954年8月－1955年5月

- 九三砲戰：1954年9月3日－1954年9月10日
- 一江山島戰役：1955年1月18日
- 大陳島撤退：1955年2月7日－1955年2月11日

- 第二次台灣海峽危機：1958年8月23日－10月上旬

- 閩江口海戰：1958年2月19日
- 八二三砲戰：1958年8月23日－1979年1月1日
- 第二次大膽島戰役：1958年8月26日
- 料羅海戰：1958年9月2日

- 反攻大陸：1953年5月23日－1965年11月14日[13]

- 武漢計畫：1958年11月27日－1961年4月1日
- 國光計劃：1961年4月1日－1972年7月20日
- 東引海戰：1965年5月1日
- 東山海戰：1965年8月6日
- 烏坵海戰：1965年11月13日－1965年11月14日
- 越南戰爭：1965年－1975年4月18日

- 第三次台灣海峽危機：1995年7月21日－1996年3月23日
- 第四次台灣海峽危機：2022年8月2日－2022年8月10日

### 研發核武
「核子武器研究計畫」在臺灣的發展一直是一個有爭議的問題，因中華民國為對抗中共，曾經與以色列科學家伯格曼合作，並由台灣電力公司以發展核電名義向加拿大購買重水反應爐後轉移研製核武；並且與美國奇異公司合作興建核一發電廠，但是在中山科學研究院研究核能的張憲義於1988年1月9日叛逃赴美國之後，研究計畫被美國與國際原子能總署依1971年續核武禁擴條約三邊協議強迫終止。1988年1月13日蔣經國逝世後，應美國要求拆毀了重水反應爐。

## 國防支出及國防產業

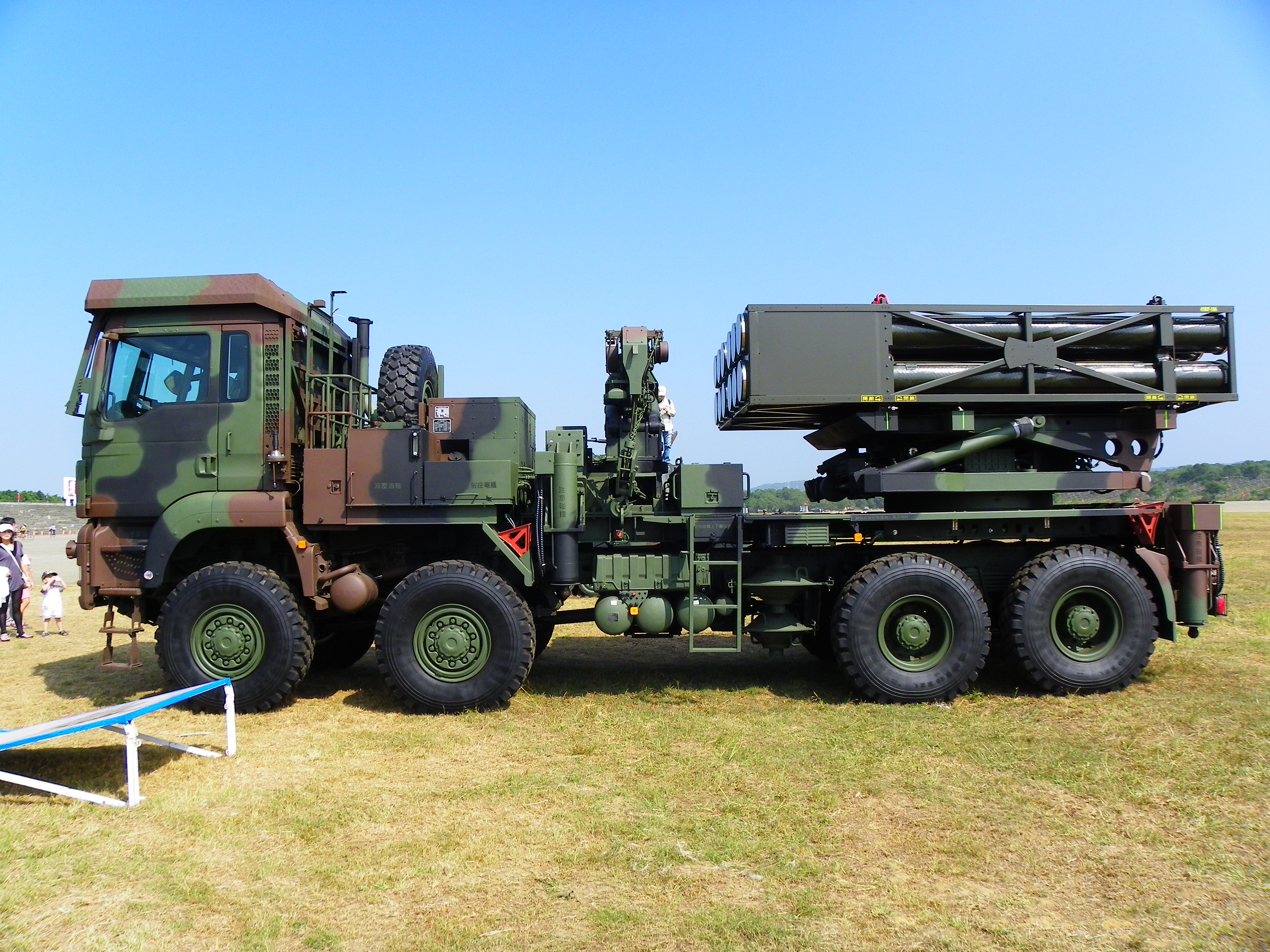
雷霆2000多管火箭系統
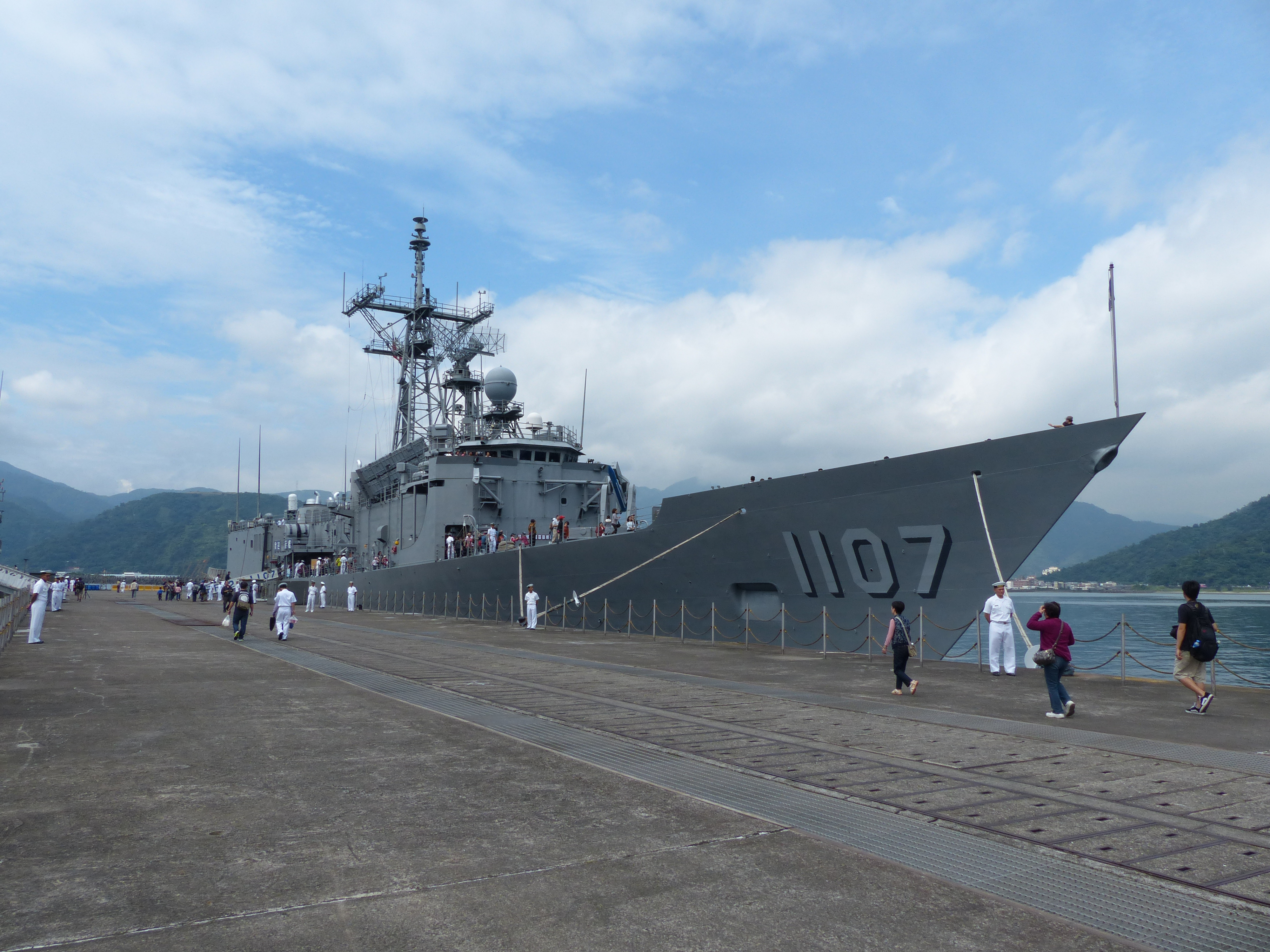
成功級巡防艦子儀號
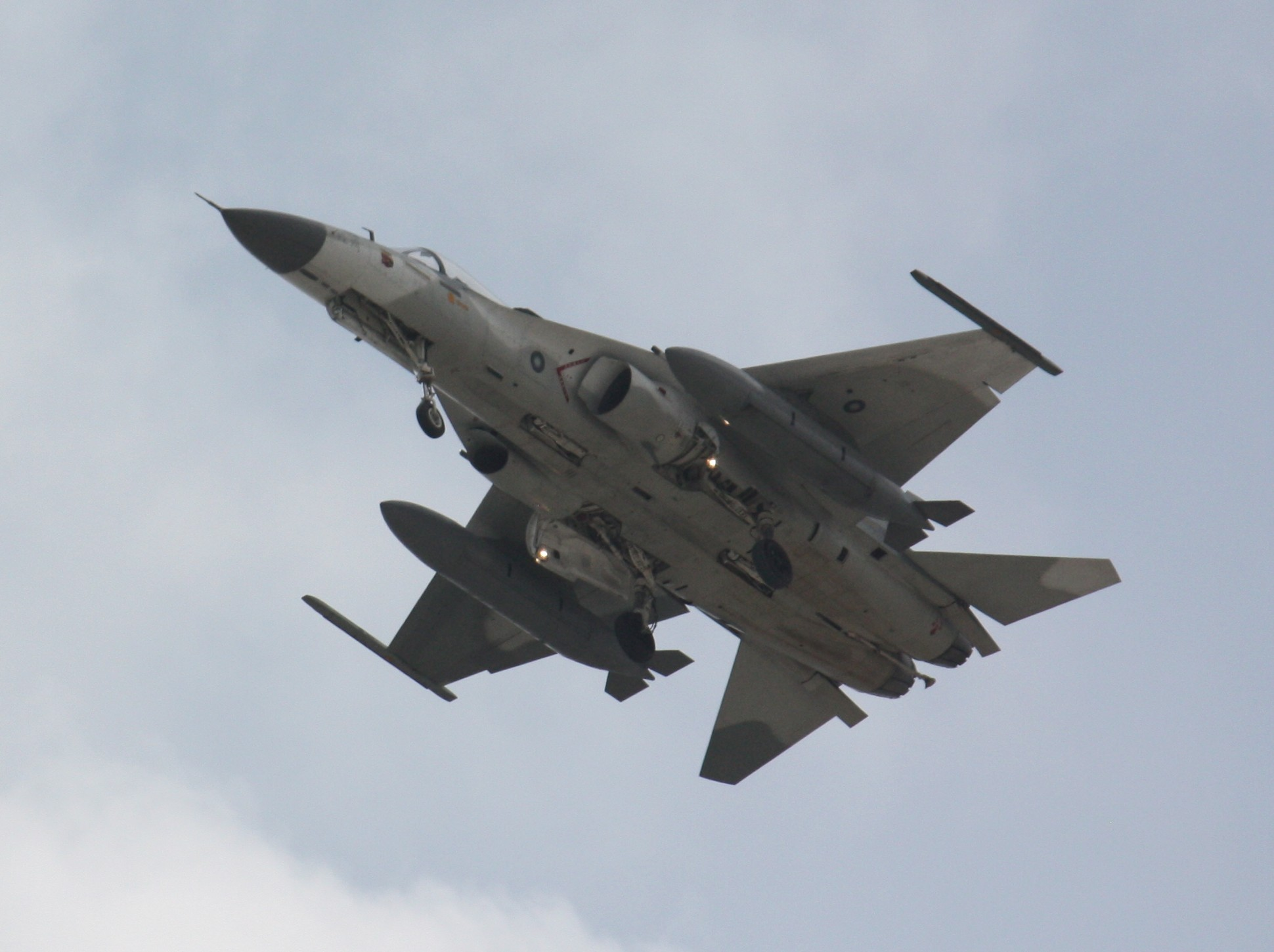
F-CK-1經國號戰鬥機

### 現役裝備
| 地面裝備         | |
| 輕型車輛         | HMMWV 悍馬軍用車 · Jeep Wrangler0.5噸輕型戰術輪型車輛 · SC-09A 4WD特戰突擊車 |
| 戰車與裝甲車     | CM-11勇虎式戰車（M48H） · CM-12戰車 · M60A3戰車 ·M1A2T 主力戰車 · M-41D輕戰車 CM-21裝甲運兵車 · CM-22/23裝甲迫砲車 · CM-24裝甲彈藥運輸車 · CM-25拖式飛彈裝甲車 · CM-26裝甲指揮車 · CM-27高速牽引車 · CM-31輪型裝甲車 · CM-32/33/34 雲豹裝甲車 · V-150/150S輪型裝甲車 · M88A1 裝甲救濟車 · M48A5 架橋車 · M9 戰鬥工兵車 · M3 兩棲浮橋車 ·LVTP- 5A兩棲裝甲運兵車/LVTC- 5兩棲指揮車/LVTH- 6兩棲火力支援車 · AAV-7A1 兩棲突擊載具            |
| 火炮             | 工蜂六型多管火箭 · 雷霆2000多管火箭系統 · M109A2/A5 自走炮 · M110A2 自走炮 · M101A1/63甲式 105毫米榴彈炮 · M114/T65 155毫米榴彈炮 · M115 203毫米榴彈炮 · M1 240毫米榴彈炮 · M42 40毫米防空砲車 · M59加農炮 · M712銅斑蛇砲彈 · Mk 44巨蝮二式鏈炮 · XTR-101/102近程自動化防禦武器系統（T-75 20毫米機砲衍生型）· T82 20mm雙管機砲（T-75 20毫米機砲衍生型）                                                                                  |
| 步兵裝備         | |
| 手枪             | T75K1／T75K2／T75K3手槍 · M1911A1手槍 · 格洛克17手槍 · 格洛克19手槍· SIG P226 MK25手槍 · 貝瑞塔92F手槍 · HK USP手槍 |
| 衝鋒槍           | T77衝鋒槍 · 烏茲衝鋒槍 · MP5A5/MP5SFA3衝鋒槍 · 柯爾特RO991 · SIG MPX衝鋒槍 |
| 步槍             | M14步槍 · 57式步槍 · AR-15 步槍 · CAR-15卡賓槍 · M16A1／M16A2突擊步槍 · T65K1／T65K2／T65K3戰鬥步槍 · T86戰鬥步槍· M4A1 · T91／T91CQC／T91S／T91K1／T91K3戰鬥步槍 · T112戰鬥步槍 |
| 精確射手步槍     | Mk 14增強型戰鬥步槍 |
| 反器材步槍       | M82A1/A3狙擊步槍 · M107A1狙擊步槍 · 精密國際AX50狙擊步槍 · T112狙擊步槍 |
| 狙擊步槍         | T93狙擊步槍 · M21狙擊手武器系統 · M24A2狙擊步槍 · AR-10 SBF狙擊步槍 · SIG SSG 3000狙擊步槍 · HK PSG1狙擊步槍 · DSR-1狙擊步槍 · R.E.P.R.20狙擊步槍 · 精密國際AXMC（AX338） · T108手動式狙擊槍 · T108半自動狙擊槍 |
| 榴彈槍           | Mk 19 Mod 3榴彈機槍 · T85榴彈發射器 ·M203榴彈發射器 · MGL-140榴彈發射器 |
| 霰彈槍           | T85霰彈槍 · 伯奈利M4 Super 90霰彈槍 · 伯奈利M3 Super 90霰彈槍 · 雷明登870霰彈槍 · 莫斯伯格500泵動式霰彈槍 · 溫徹斯特M1200泵動式霰彈槍 |
| 机枪             | T74排用機槍 · M240通用機槍 · FN MAG通用機槍· T75班用機槍 · M249班用機槍 · M85重機槍 · M2HB/M2QCB重機槍 · T90重機槍（參考M2HB白朗寧M2 50重機槍） |
| 其他             | 國造一式六十六公厘戰車防禦火箭彈（仿M72 LAW） · APILAS反坦克火箭筒 · AT4反坦克火箭筒 · FGM-148標槍飛彈 · 紅隼反裝甲火箭 · SMAW肩射多用途攻擊武器 |
| 海軍艦艇         | |
| 驅逐艦           | 基隆級驅逐艦 |
| 巡防艦           | 成功級巡防艦· 濟陽級巡防艦· 康定級巡防艦 |
| 潛艇             | 海獅級潛艇· 劍龍級潛艇· 海鯤級潛艦 |
| 獵雷艦           | 永豐級獵雷艦· 永靖級獵雷艦 |
| 掃雷艦           | 永陽級遠洋掃雷艦 |
| 佈雷艇           | 快速布雷艇 |
| 支援艦艇         | 長白級運油艦· 磐石號油彈補給艦· 武夷號油彈補給艦（AOE-530）· 大湖級救難艦 · 大武級救難艦 |
| 兩棲登陸艦艇     | 中海級戰車登陸艦· 中和級戰車登陸艦· 旭海號船塢登陸艦· 玉山級船塢運輸艦· 機械化登陸艇· 合字號登陸艇 |
| 巡邏艦           | 錦江級巡邏艦· 沱江級巡邏艦 |
| 飛彈快艇         | 光華六號飛彈快艇 |
| 艦用火炮         | Mk 45艦砲· Mk 42艦砲· Mk 75艦炮· 波佛斯40公釐高射砲· Phalanx Close-In Weapon System 方陣快砲· T-75 20毫米機砲 |
| 艦用直昇機       | S-70C（M）海鷹反潛直升機（詳見SH-60海鷹）、500MD反潛直升機 |
| 空軍軍備         | |
| 戰鬥機           | F-CK-1A/B MLU戰機、F-5E/F虎Ⅱ式戰機、F-16A/B/AM/BM戰機、幻象2000-5 5EI/5DI戰機 |
| 偵察機           | RF-5E虎眼式偵察機、RF-16偵察機 |
| 教練機           | AT-3自強號高級教練機、T-34教練機、T-BE5A高級教練機 |
| 運輸機           | C-130H運輸機 |
| 電子干擾與預警機 | C-130HE天干機、E-2T/K預警機 |
| 反潛機           | P-3獵戶座海上巡邏機 |
| 行政與專機       | 波音737-800客機（空軍一號）、福克-50客機、B-1900C客機 |
| 直昇機           | AH-1W眼鏡蛇攻擊直升機、AH-64E阿帕契長弓攻擊直升機、UH-60M黑鹰直升機、OH-58D奇奧瓦陸上偵查直升機、CH-47SD契努克運輸直升機、TH-67教練直升機、S-70C海鷗救援直升機、EC225直升機 |
| 無人機           | 中翔一型、中翔二型、中翔三型、天隼一型、天隼二型、紅雀無人機、紅雀二型無人機、騰雲無人機 |
| 各類飛彈系統     | |
| 對空             | 天劍一型飛彈 · 天劍二型飛彈 · 陸劍二防空飛彈 ·海劍二防空飛彈 · 天弓一型飛彈 · 天弓二型飛彈 · 天弓三型飛彈 · 天弓四型飛彈 · 雲母飛彈 · 魔術II型飛彈 · AIM-7麻雀飛彈 · AIM-9響尾蛇飛彈 · AIM-120先進中程空對空飛彈 · FIM-92刺針便攜式防空飛彈 · MIM-23鷹式飛彈 · MIM-72欉樹飛彈 · MIM-104愛國者二型防空飛彈 · MIM-104愛國者三型防空飛彈 · RIM-66標準一型防空飛彈 · RIM-66M標準二型防空飛彈· 天兵防空系統· 捷羚防空飛彈系統· 海劍羚飛彈系統 |
| 對艦             | 雄風二型反艦飛彈 · 雄風三型反艦飛彈 · AGM-84魚叉反艦飛彈 · 潛射魚叉反艦飛彈 |
| 對地飛彈以及炸彈 | 天劍二A型反輻射飛彈 · 雄風二E巡弋飛彈 · 雲峰巡弋飛彈 · 雲峰二型巡弋飛彈 · AGM-65小牛飛彈 · 萬劍飛彈 · MK82通用炸彈 · MK82SE蛇眼式通用炸彈 · MK84通用炸彈 · MK20石眼式集束炸彈 · GBU-10-2雷射导引炸弹 · GBU-12雷射导引炸弹 · JDAM聯合直接攻擊彈藥 |
| 反裝甲           | AGM-114地獄火飛彈 · BGM-71拖式飛彈 · FGM-148標槍飛彈 |
| 反潛             | · Mk 44型魚雷 · Mk 46型魚雷 · Mk 54型魚雷 · Mk 48型魚雷· SUT重型線導魚雷 |

### 退役裝備
| 地面裝備           | |
| 輕型車輛           | Chrysler Jeep·春達普K800摩托車·威利吉普車·Typ320WK人員車 |
| 戰車與裝甲車       | 維克斯六噸坦克 · 維克斯水陸兩用戰車 · 維克斯-考登勞爾特水陸兩棲輕戰車 · 雷諾FT-17坦克 · BT-5戰車· L3/35輕型坦克 · L3/33輕型坦克 · 卡登·洛伊德超輕型戰車 · CV-33輕戰車 · T-26戰車 · 雷諾AMR-ZB戰車 · 雷諾UE輕戰車 · M3/M5斯圖亞特坦克 · M4雪曼 · 九四式輕戰車 · 九五式輕戰車 · 九七式輕戰車 · 九七式中戰車 · M24霞飛坦克 · M48A1、A2、A3 · M18地獄貓 · M36積遜 · 六四式輕戰車 · M-41A1/A2/A3輕戰車 · M113裝甲運兵車 |
| 火炮               | 二十式82公釐迫擊砲 · M2迫擊炮 · 三一式60公釐迫擊炮 · 41式81公釐迫擊砲 · 62式4.2英吋迫擊砲 PaK 36戰防砲 · SFH 18榴彈砲 · LeFH 18榴彈炮 · 四一式山炮 · 十一年式步兵炮 · 1930年型(1-K)37公厘戰防炮 ·1932年型45公厘(19-K)反戰車炮 · QF 6磅砲· 57戰防砲·九二式步兵炮· 遼十四式三七平射炮· M3反坦克炮· M1897式75mm野戰炮· 俄造M1909式762山炮· 克魯伯 75mm 野砲· 滬造克式山炮· 施耐德1919年式75毫米山炮· 施耐德75毫米極輕便山炮 · 波佛斯M1930山炮· 美M1918 155榴彈炮· le.IG 18/7.5cm IG L/13 · 義M1935 4.7cm戰防炮 M20無後座力砲 · 43式75公釐無後座力砲 · 51式106公釐無後座力砲 · M18無後座力砲 · 波佛斯75毫米口徑M1929高射炮 · 3.7厘米18/36/37/43年式高射炮 · 八八式7.5公分高射炮 · ST-5· 布雷達M35機炮· 厄利孔20毫米機炮 · M45防空機槍塔· M1 90公釐砲· M1897式75mm野戰炮 · 俄M1931 76mm高炮 · 俄M1938 76mm高炮· 麥德森M1935 20mm機炮 M8自走炮 · M7牧師 · M10自走炮（以M10驅逐戰車底盤改造） · M55自走炮 · M52自走炮 · M108自走砲 · 工蜂四型多管火箭 |
| 輪型、履帶裝甲車輛 | M2半履帶車 · 布倫機槍載具裝甲人員運輸車 · Sd.Kfz.222 · BA-6裝甲車 · GMC裝甲汽車 · M3偵察車 · M8裝甲車 · M29C水陸兩用指揮車（水老鼠） · LVTP-5裝甲車 · M32B1裝甲回收車 · M51裝甲回收車威利吉普車 · 威利吉普車· Typ320WK人員車· 春達普K800摩托車· M113裝甲運兵車 |
| 步兵裝備           | 漢陽造步槍 · 快利步槍 · 宣統三年式步槍 ·元年式步槍 · 四年式步槍 · 韓麟春造步槍 · 中正式步槍 · 劉慶恩將軍步槍 · Gewehr 98步槍· 毛瑟Kar98k步槍 · 毛瑟M24步槍 · 李-恩菲爾德步槍 · 恩菲爾德M1917步槍 · 莫辛-納甘步槍· M1903春田步槍· 三十年式步槍 · 三八式步槍 · 九九式步槍 ·蒙德拉貢步槍 ·卡爾卡諾步槍· ZH-29半自動步槍 · M1941半自動步槍 · 向應式半自動步槍· 八一式馬步槍 · 四四式卡賓槍 · 白朗寧自動步槍· M1卡賓槍 · M1加蘭德步槍 · M14自動步槍 · 57式步槍（美國春田兵工廠授權生產的M14自動步槍） · 儒格Mini-14半自動步槍 博斯反坦克步槍 毛瑟C96手槍 ·M1911手槍 ·白朗寧大威力半自動手槍 · 阿斯特拉M900手槍 · FN M1900手槍· 魯格手槍· 十四年式手槍· 二六式手槍· M1917左輪手槍· 史密斯威森3型轉輪手槍· 史密斯威森軍警型左輪手槍· T72左輪手槍 MP18衝鋒槍 · MP28衝鋒槍 · MP34衝鋒槍 · 湯普森衝鋒槍 · 斯登衝鋒槍· 埃爾馬EMP衝鋒槍 · PPD-40冲锋枪 · M3冲锋槍 · 聯合防禦M42衝鋒槍· MAC-10衝鋒槍· MAC-11衝鋒槍 麥德森輕機槍 · 拉利輕機槍 · 捷克式輕機槍· ZB30輕機槍· ZB37式重機槍· 布倫輕機槍· FM-24/29輕機槍 · 拉利輕機槍 · 麥德森輕機槍 · 拉提M26輕機槍· 白朗寧自動步槍 · 路易士輕機槍 · 勃然式輕機槍 · DP輕機槍 · 拉提M26輕機槍 · FM-24/29輕機槍 · 維克斯機槍 · 霍奇克斯M1922輕機槍 · 哈奇開斯M1909輕機槍 · 賴貝爾機槍 · 馬克沁-托卡諾夫M1925輕機槍 · MG13通用機槍 · MG34通用機槍 · MG42通用機槍 · MG08重機槍 · 二四式重機槍 · 三十節式重機槍 · 九六式輕機槍 · 九九式輕機槍· 一式重機槍·馬克沁-托卡諾夫M1925輕機槍 · 馬克沁M1910重機槍 · 馬克沁機槍 · 霍奇克斯M1914重機槍 ·ShKAS機槍 · ZB37式重機槍 · 白朗寧M1919中型機槍（又稱為30機槍） · M1941輕機槍 · 白朗寧M1917重機槍 · 57式機槍（仿製美國M60機槍） 鞏式木柄手榴彈 · Mk 2手榴彈 · 國造68式紅色煙幕練習手榴彈 博斯反坦克步槍 · 巴祖卡火箭筒 M2火焰噴射器 德式鋼盔 |
| 海軍艦艇           | 長風級驅逐艦 · 海天級防護巡洋艦 · 海容級巡洋艦 · 肇和級防護巡洋艦· 通濟號練習艦· 永翔級炮艦· 法庫號淺水炮艦· 鎮海號水上飛機母艦 · 寧海級輕巡洋艦· 逸仙號輕巡洋艦 · S艇 (S-7級) ·陽字號驅逐艦 · 山字號巡防艦 · 美字號中型戰車登陸艦 ·龍江級巡邏艇 ·雲峰級人員運輸艦 ·武岡級人員運輸艦 ·海鷗級飛彈快艇 ·中正號船塢登陸艦 ·關字級掃雷艦 ·太字級護航驅逐艦 ·安字級巡防艦 ·永字級掃雷艦 ·中字級戰車登陸艦 ·{{大同級遠洋拖船的大同號遠洋拖船、大漢號遠洋拖船、大峰號遠洋拖船}} ·{{濟陽級巡防艦的濟陽號巡防艦、海陽號巡防艦}} ·{{錦江級巡邏艦的錦江號巡邏艦}} |
| 各類飛機           | |
| 戰鬥機             | 霍克II戰鬥機· 霍克III戰鬥機·格鬥士戰鬥機·CW-21戰鬥機· CR.32戰鬥機· 波音281 · Ba.27戰鬥機 · K-47戰鬥機 · 伊-15戰鬥機 · 伊-16戰鬥機 · I-153戰鬥機·P-43A1· 鷹-75(又名霍克-75)H/M · P-40B/E/K/N· A6M·P-38L/J · P-51D/K· P-47D/N·噴火戰鬥機·一式戰鬥機 · 二式單座戰鬥機 · 三式戰鬥機· 四式戰鬥機 · 伏爾特戰鬥機 · D510戰鬥機 · P-66戰鬥機 · F-84G· F-86D/F· F-100A/F、RF-100A· F-104A/B/D/DJ/J.TF/F-104G · F-5A/B |
| 攻擊機             | A-12攻擊機· A-16攻擊機· V-11攻擊機 |
| 轟炸機             | Il-4·B-25·B-26 B/C·B-17· B-24M· PB4Y · 蚊式轟炸機· He 111轟炸機· B-10Model 139WC、WC-2· 圖波列夫SB轟炸機SB2/SB3· Hs 123俯衝轟炸機· 諾斯洛普 Gamma 2E 輕轟炸機· 哈德遜式A29 |
| 偵察機             | O2U海盜式偵察機·AB-3水上偵察機· F-5偵察機· F-6偵察機· F-10偵察機·P-38L · RT-33A· RB-57A/D· RF-84F· RF-86F· RF-100A· RF-101A· U-2C/F/R· RF-104G·R-CH-1·O-1 偵察機 |
| 教練機             | DH 82 · PT-17教練機 · T-33A · T-28A · T-CH-1中興號教練機 · T-38A · AT-6戰鬥教練機 · AT-11 · PL-1介壽號初級教練機 |
| 運輸機             | Ju 52運輸機· C-46B· C-47B·C-54運輸機· C-119G/L·C-123B運輸機 |
| 水上飛機           | AB-3水上偵察機 |
| 電子干擾與預警機   | |
| 反潛機             | P-3A獵戶座海上巡邏機·PB4Y-2巡邏機·P-2海王星巡邏機·S-2T追蹤者反潛機 |
| 直升機             | 蜂鳥甲型直升機·蜂鳥乙型直升機·CJC-3型直升機·h-5直升機·貝爾 H-13直升機·塞考斯基 H-19直升機·OH-6A直升機·UH-1H休伊通用直升機·S-70C-1 |
| 勤務機種           | {{美齡號\|C-47運輸機}}· {{中美號\|DC-6B/C-118/波音707(波音720B)}} · 727總統專機空軍一號 |
| 各類飛彈系統       | |
| 對空               | MIM-14勝利女神力士型AIM-9響尾蛇飛彈· AIM-9B/G |
| 對地               | AGM-12犢牛犬 · 昆吾反戰車飛彈·青鋒飛彈·天馬飛彈 |
| 對艦               | 雄風一型反艦飛彈 |

## 軍事交流合作

### 陸軍
民國初年各系軍閥合作的對象不同，但中華民國黃埔軍校建立時期是借助於蘇聯的協助，北伐時期以前與蘇聯的交流較為密切。1926年，德國馬可斯·包爾（Max Bauer）上校偕同兩位軍官抵達中國，開啟兩國之間的正式交流與軍事協助。稍後蔣緯國將軍前往德國接受軍事訓練。抗戰前期對外的交流幾乎完全中斷，直到美國開始協助陸軍整建部隊，從這個時期開始，美國成為陸軍最主要的交流與裝備來源國家。
1949年，國共內戰失利轉移到台澎金馬地區之後，中華民國陸軍主要的交流對象還是美國。但在軍官教育是以舊日本帝國軍官所組成的白團做為指導核心，直到1960年代中日關係轉變後才告中止。1963年，「明德專案」（德國軍事顧問團）。另外中華民國陸軍還提供新加坡陸軍星光部隊訓練場所。

### 海軍
海軍承襲自清朝的傳統，與英國的交流較多，其次是日本。到了對日本作戰期間，海軍幾乎全滅，直到抗戰勝利之後接收來自日本、英國與美國的艦艇之後才逐漸擴大編制，從此之後的主要交流對象都是美國。
1970年代，自以色列引進天使二型反艦飛彈與毒蜂級飛彈快艇，並且仿製為雄風一型反艦飛彈與海鷗級飛彈快艇。1979年，荷蘭RSV造船廠同意出售兩艘潛艇，這也是目前中華民國海軍主要的水面下作戰兵力。1980年代，海軍請台灣中油公司出面向德國訂購4艘多功能近岸船，其實是獵雷艦。1991年加入服役初期，艦上官兵必須穿著中油的制服，船身漆有「CPC OFFSHORE」的字眼以掩人耳目。這4艘獵雷艦就是現役中的「永豐級」。1990年，法國同意出售6艘拉法葉級巡防艦，也就是現在服役中的康定級。

### 空軍
1929年國際對中國的武器禁運取消之後，美國便開始積極對中國銷售軍用航空設備，並且同意協助國民政府建立空軍所需要的軟硬體設備。透過兩國商議之下，美國陸軍退役軍官John Joutee和他帶領的顧問團於1932年抵達中國，這個顧問團在建立中華民國空軍的基礎上扮演重要的角色。1934年美國顧問團提出的建軍建議是包含435架飛機的空軍，訓練學校與課程，維修與生產設備與工廠，加上在中國各地建立機場。但是，顧問團的合約在1935年到期的時候並未延長，而義大利在1932年孔祥熙訪問的時候，提出包括以庚子賠款作為中國採購義大利軍用飛機的額度等條件，而打入中國市場，並派遣顧問協助建立義大利式訓練以及生產的空軍體系，但是義大利的訓練課程以及畢業學生的素質無法被航委會接受，建立生產線的速率也相當緩慢，位於洛陽的訓練學校再採用義大利的訓練體系下，畢業的學生素質與數量都不如位於筧橋的中央航校，因此在1934年後轉和美國陸軍航空隊退役軍官陳納德合作，陳納德同時也是催生飛虎隊的關鍵人物之一。
當中日戰爭開始之後，為了補充飛機，空軍轉向蘇聯尋求支援。蘇聯提供I-15雙翼戰鬥機與外號「小蒼蠅」的I-16單翼戰鬥機，另外還有SB-3轟炸機以及蘇聯空軍志願人員參加作戰。當德國展開巴巴羅薩作戰之後，蘇聯撤回他們的飛行員而結束這一段合作期。
國府空軍在建軍開始在裝備使用上就與美國有很密切的關係。1934年起南京政府藉由軍火代理商威廉鮑萊的協助下與美國柯蒂斯-萊特公司合作建立中央飛機製造廠，並開始引進國外零件組裝飛機。中華民國空軍建軍初期所使用的Hawk-II以及Hawk-III型驅逐機皆為美製產品。，在1930年代後期，因為大批蘇援的緣故，美國戰機在軍中的比例一度下降，後因蘇聯對德宣戰與租借法案之因素，因此國民政府於1941年後又開始大量使用美製機種，因此空軍主要的裝備來源與訓練始終大量依賴美國。抗戰結束之後曾經接收過一批由英國設計，加拿大生產的蚊式轟炸機，但是由於不習慣這一批木製結構的機種，以及氣候的關係，空軍與英國的接觸在蚊式轟炸機退役之後也劃上休止符。
國府遷台之後，空軍的裝備與訓練來源都是美國，直到1980年代後期法國同意出售60架幻象2000戰鬥機，才開啟短暫的合作經歷。

### 國際軍購
- 美国对台军售列表

## 軍費
- 2022年：新臺幣5,147億元（約186億美元），占GDP 2.2%。
- 2023年：新臺幣5,863億元（約195億美元），占GDP 2.4%。[21]
- 2024年：新臺幣6,068億元（約191億美元），占GDP 2.5%。[2]

## 外部連結
- 中華民國國防部
- 97年度2008年中華民國國防報告書
- 2006年中華民國國家安全報告 （页面存档备份，存于）（國家安全會議）